# Setúbal

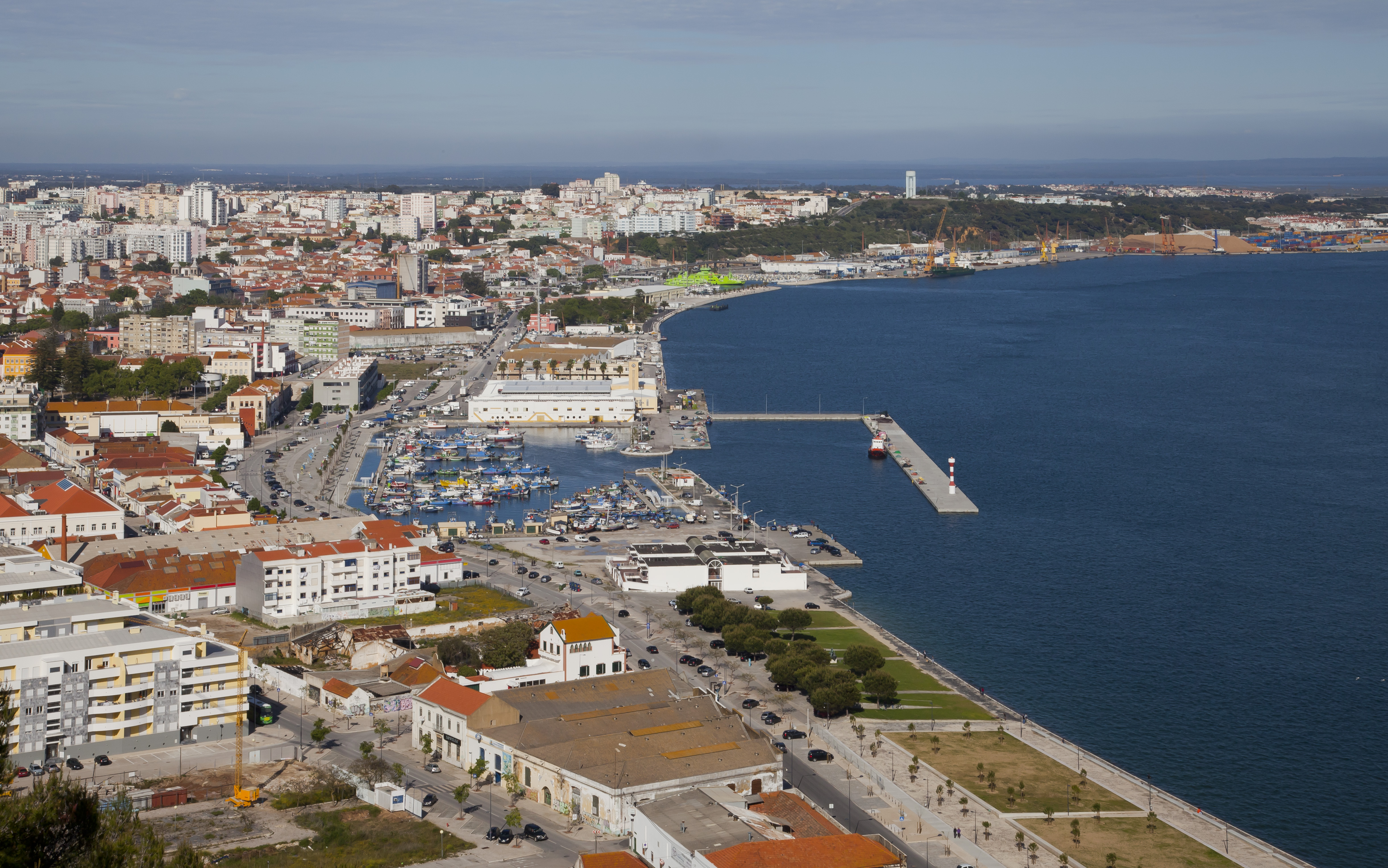
Peninsula Setúbal

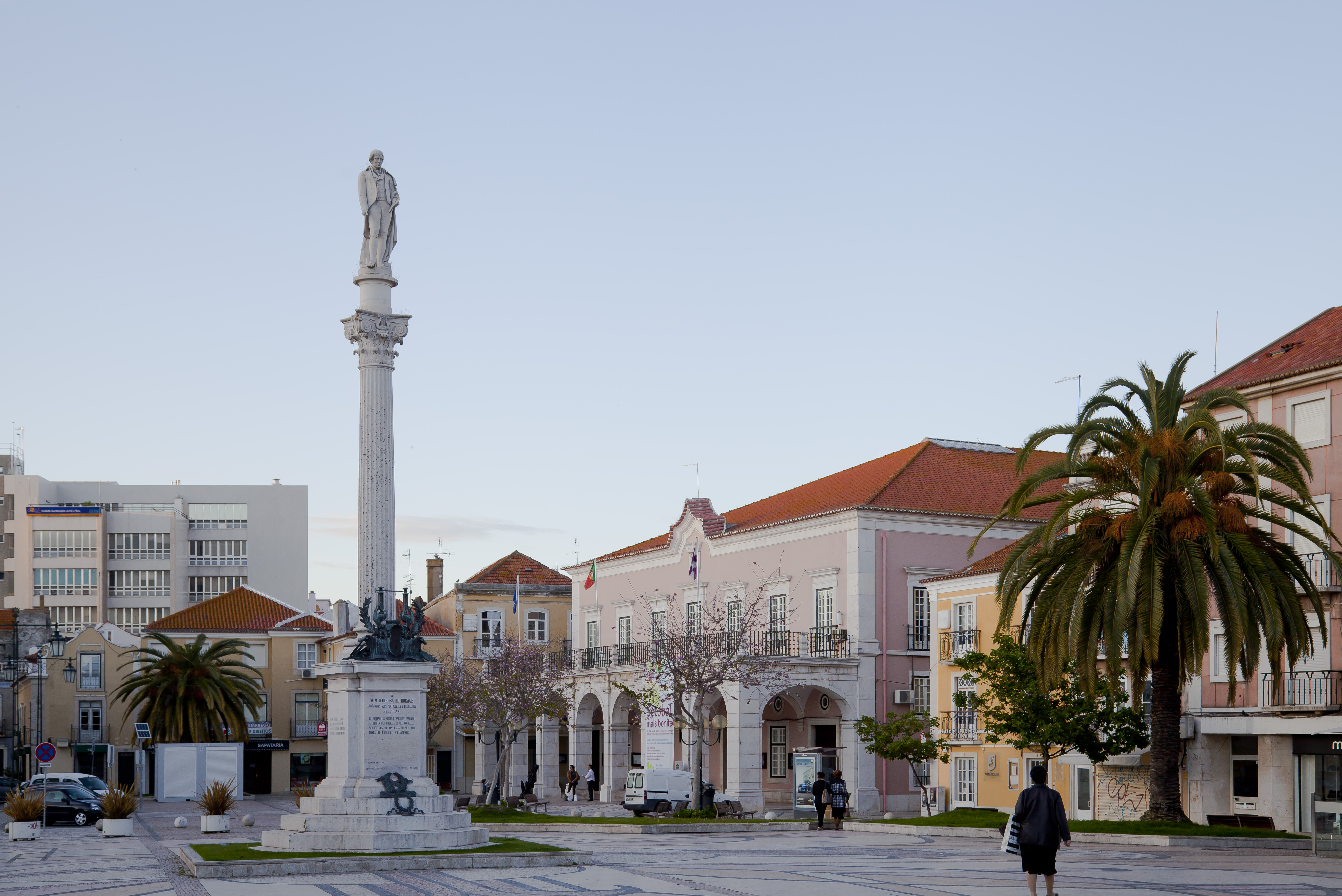
Setúbal

Setúbal este un oraș din districtul Setúbal, Portugalia.